# 蘇瓦吉
36°07′N 3°14′E / 36.117°N 3.233°E

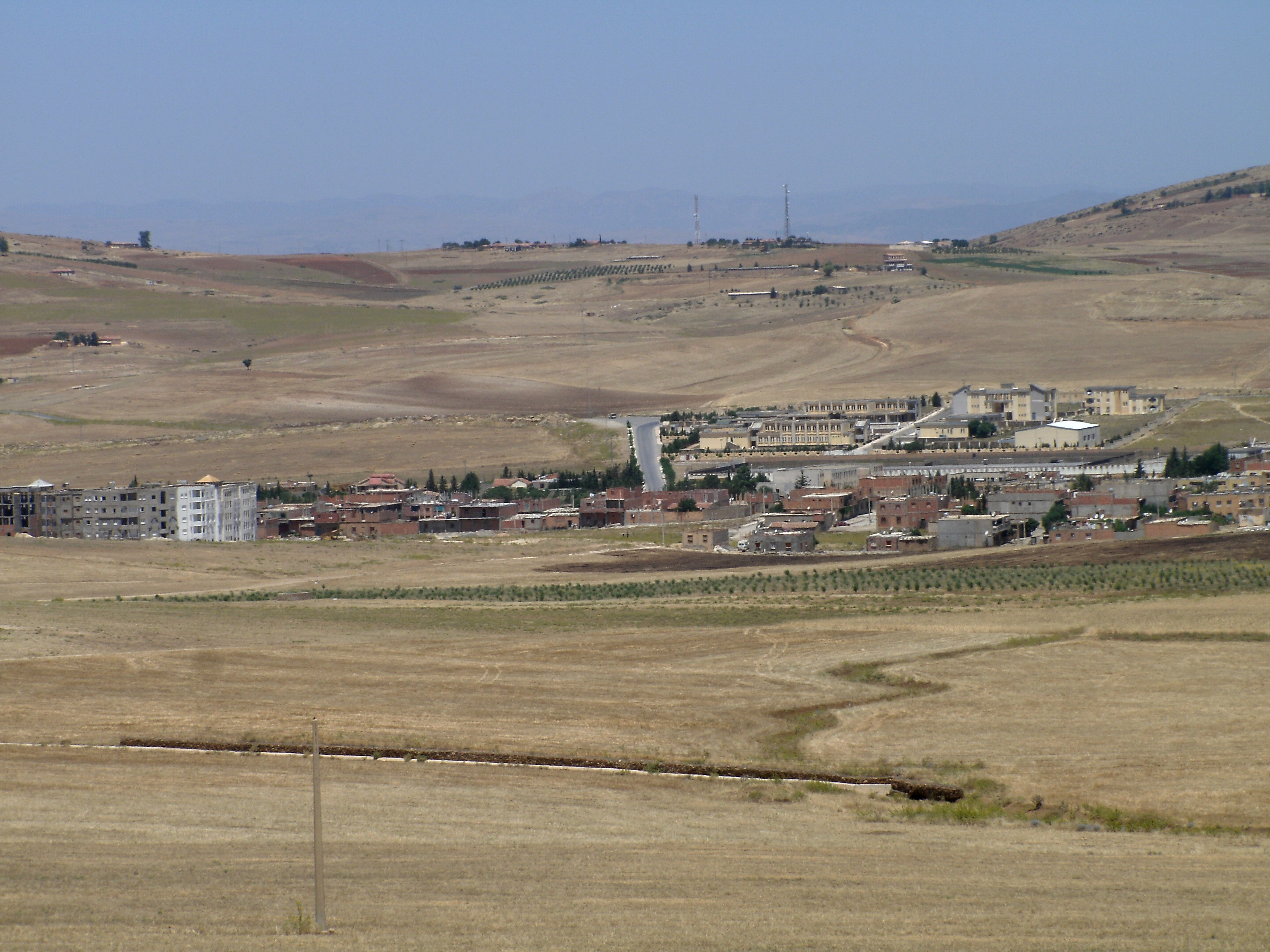

蘇瓦吉（阿拉伯语：‎），是阿爾及利亞的城鎮，位於該國北部，由麥迪亞省負責管轄，是蘇瓦吉區的首府，面積137平方公里，海拔高度862米，2008年人口15,536，人口密度每平方公里114人。